# Anna Ushenina
Anna Ushenina (em ucraniano:  Ганна Юріївна Ушеніна) é uma jogadora de xadrez da Ucrânia que detém o título de GM. Ela venceu o Campeonato Mundial Feminino de Xadrez em 2012, após uma vitória na morte súbita sobre Antoaneta Stefanova, e se tornou a décima quarta mulher a receber o título.  Ela perdeu o título para Hou Yifan no Campeonato Mundial de Xadrez de 2013.
Venceu o Campeonato Europeu de rápidas em 2025.